# Lijst van Zutphenaren
Deze lijst van Zutphenezen en Zutphenaren betreft bekende personen die in de Nederlandse stad Zutphen (provincie Gelderland) zijn geboren, overleden of woonachtig zijn geweest. Een Zutphenees is iemand die in Zutphen geboren is en van plan is om daar te overlijden. Een Zutphenaar is iemand die in Zutphen woont, maar elders geboren is.

## Geboren

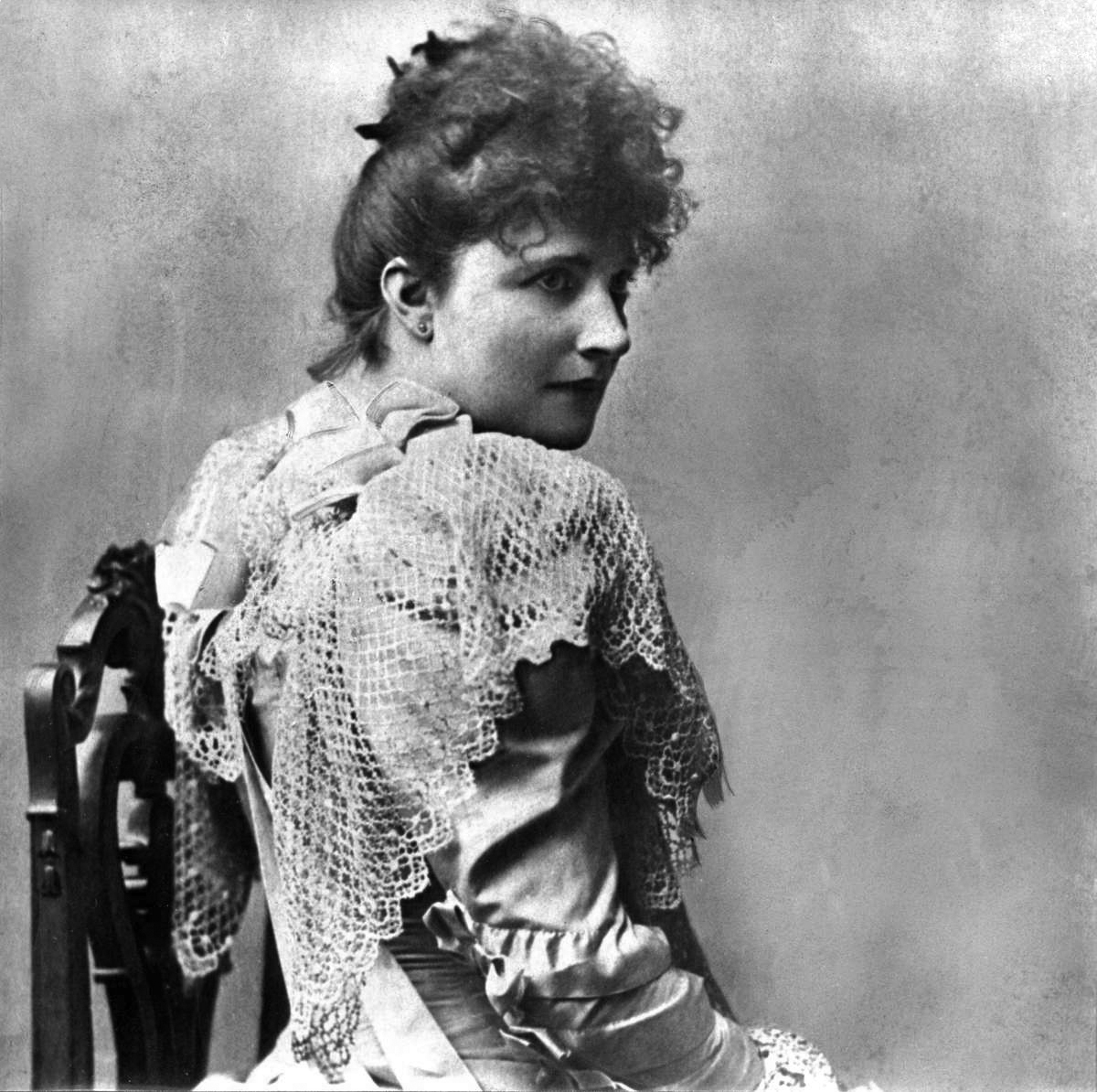
Theo Mann-Bouwmeester

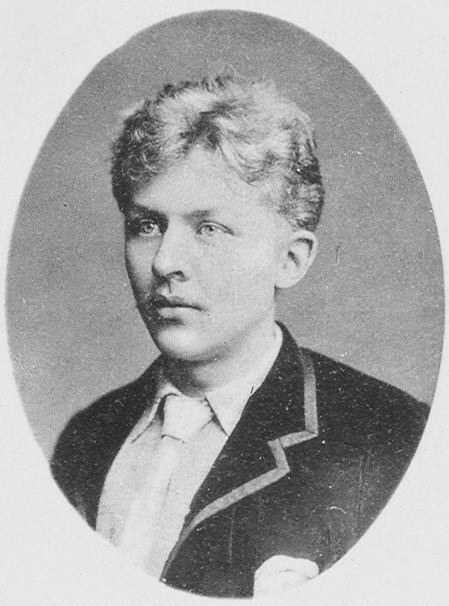
Jan Brandts Buys

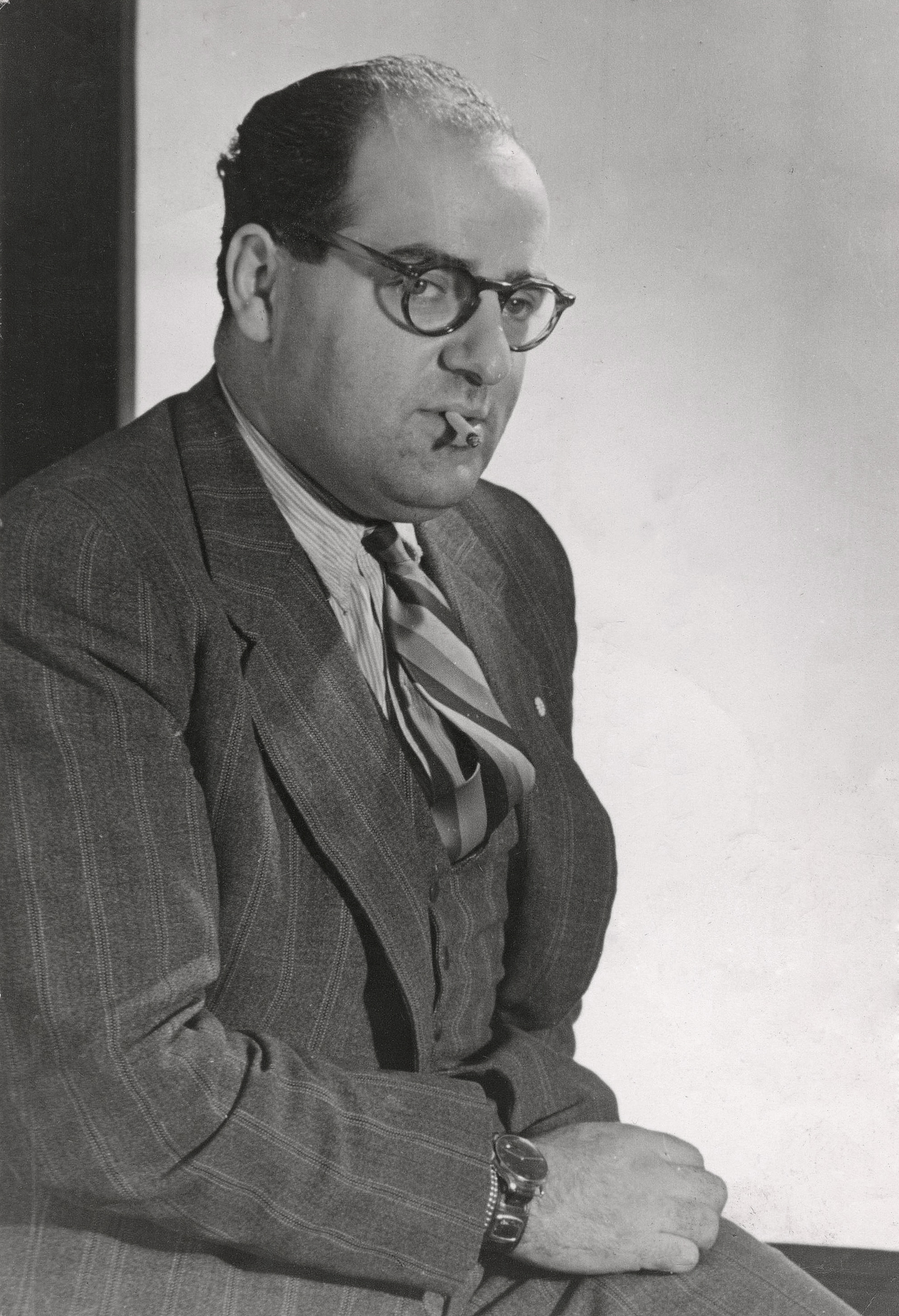
Sally Noach

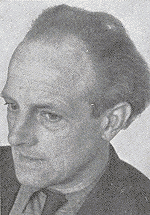
Joop Westerweel

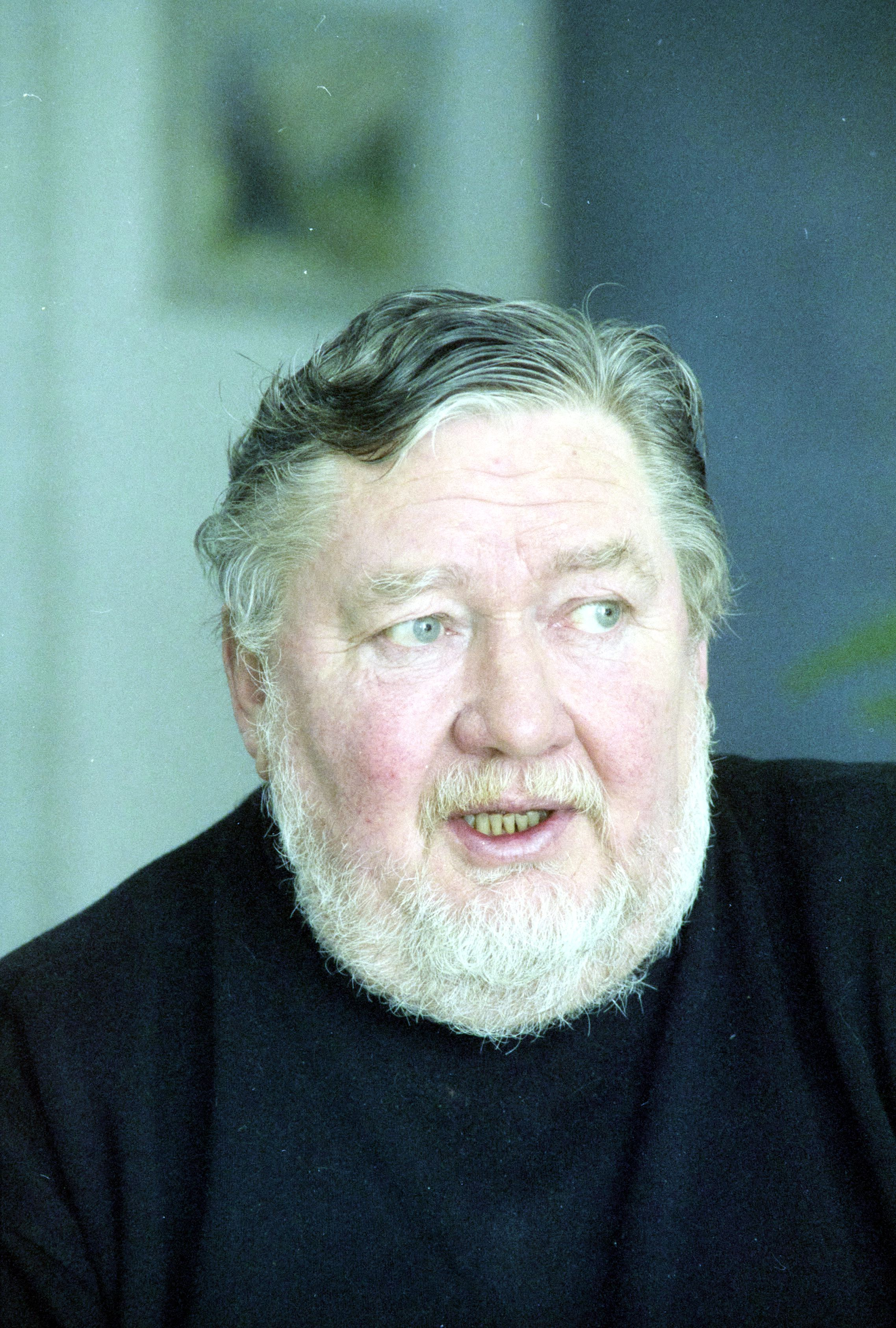
Willy Lohmann

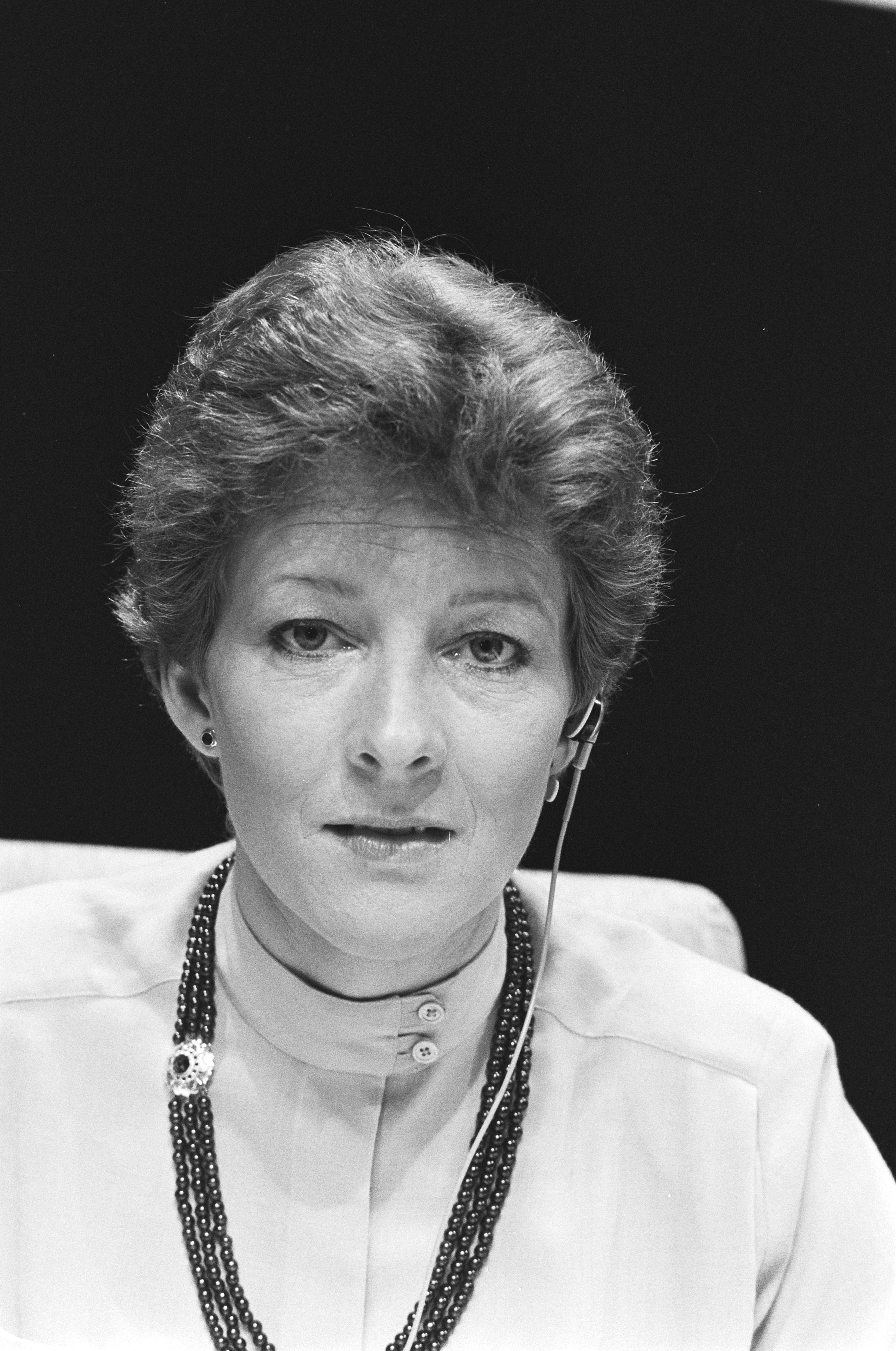
Noortje van Oostveen

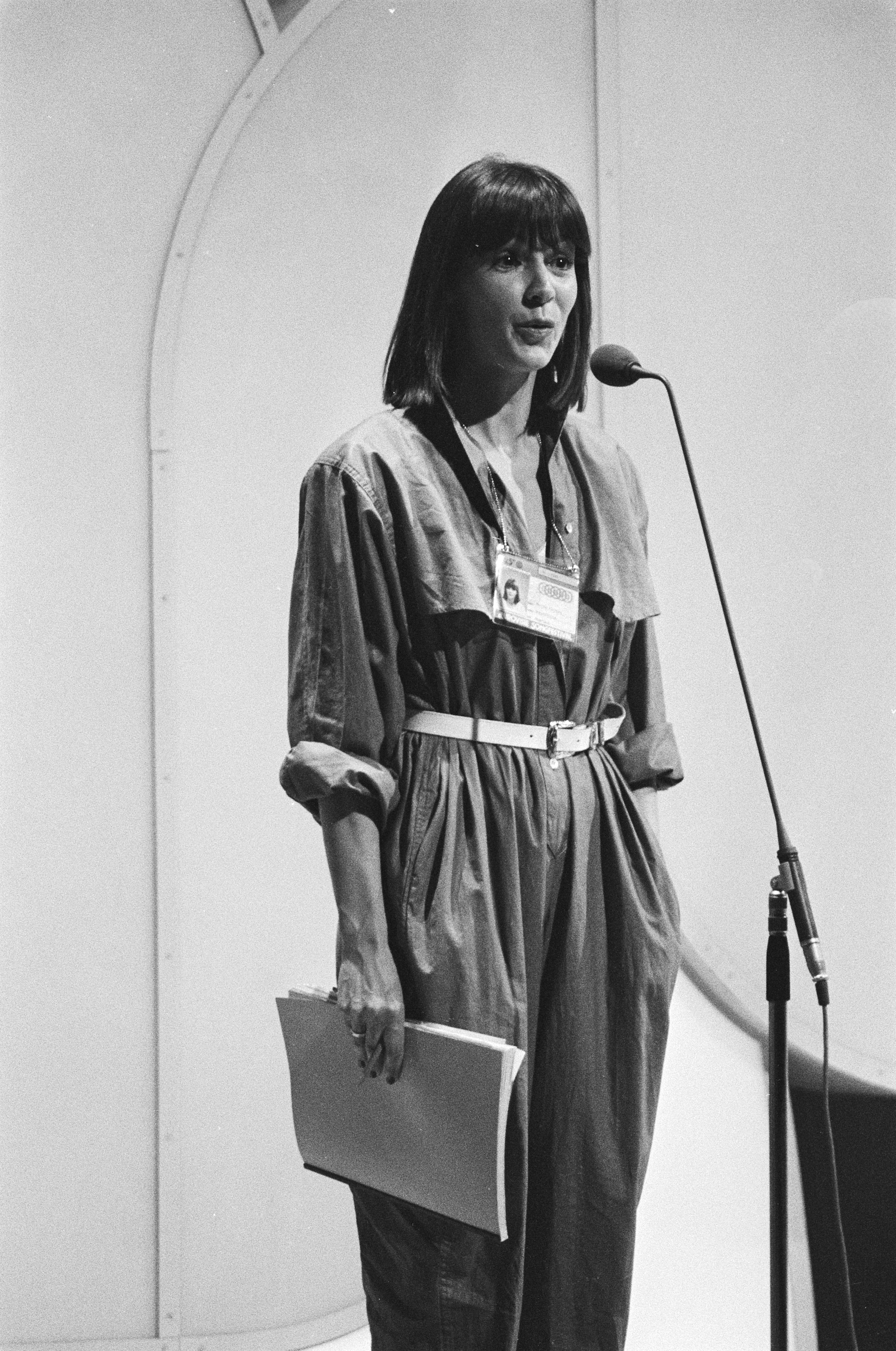
Marlous Fluitsma

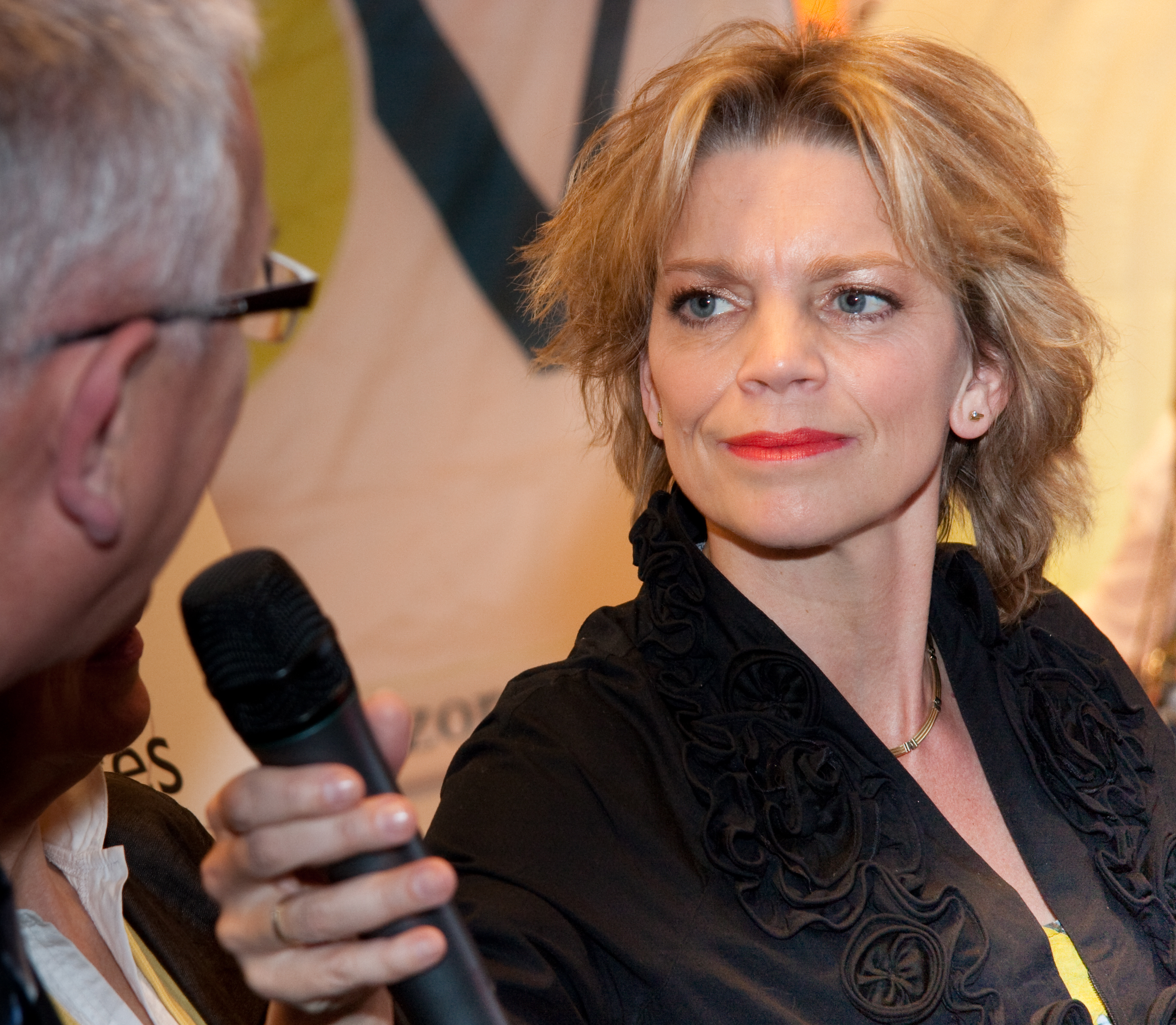
Inge Diepman

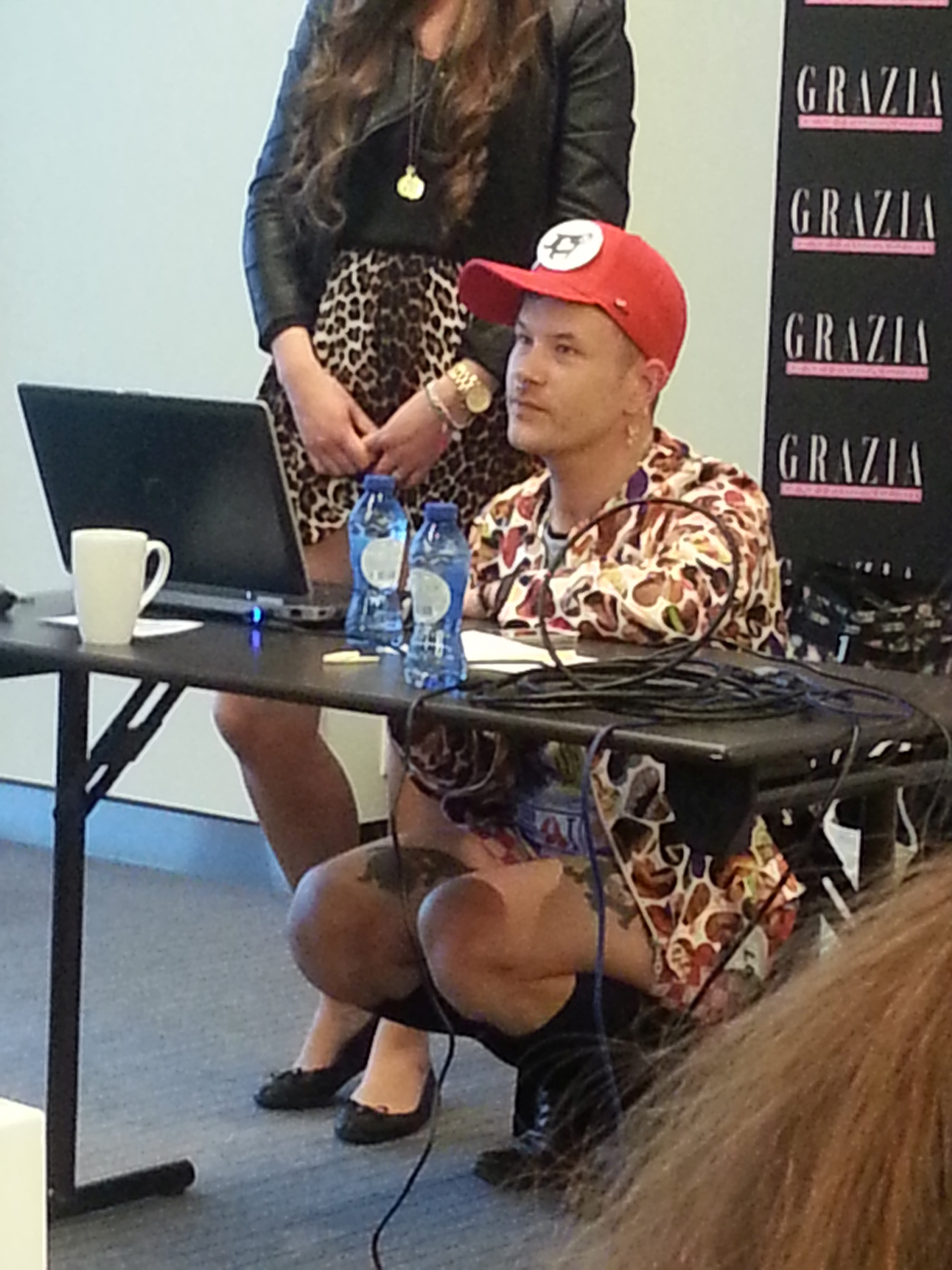
Bas Kosters

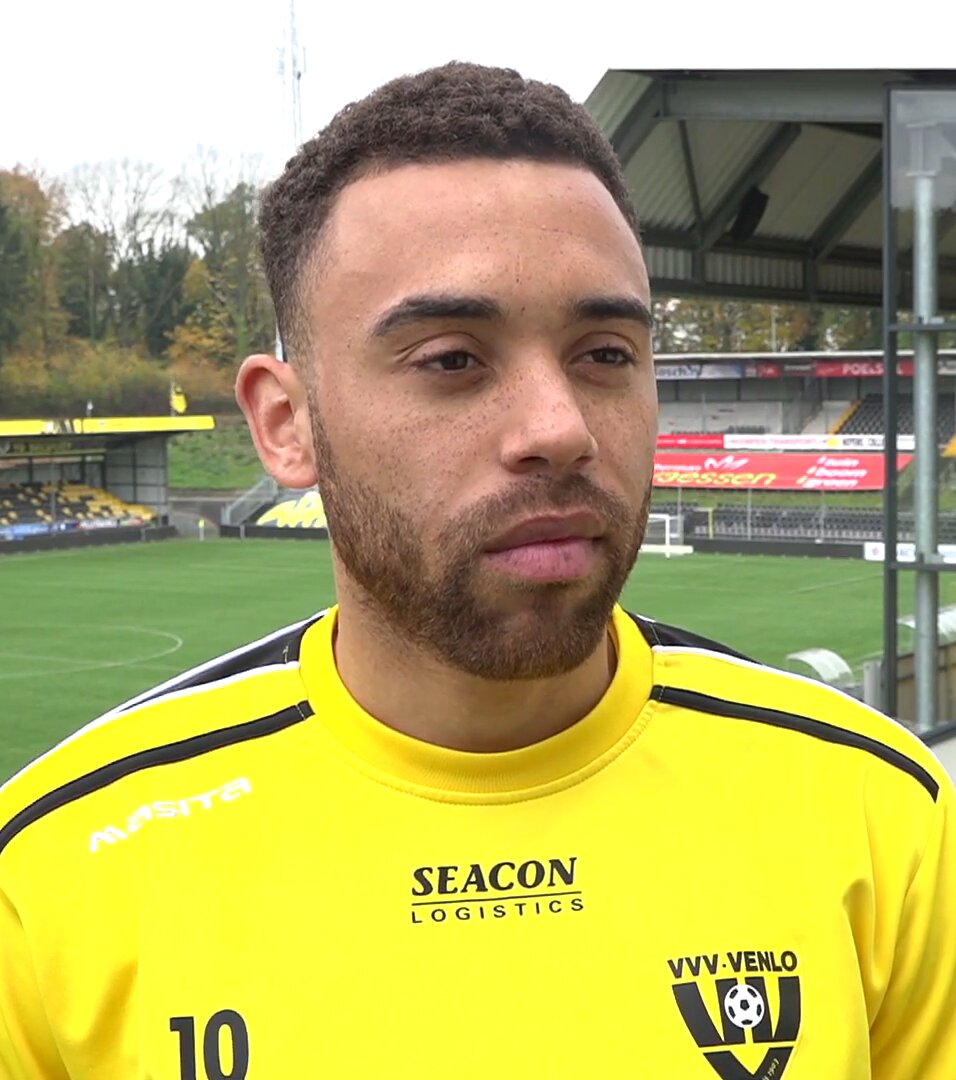
Johnatan Opoku

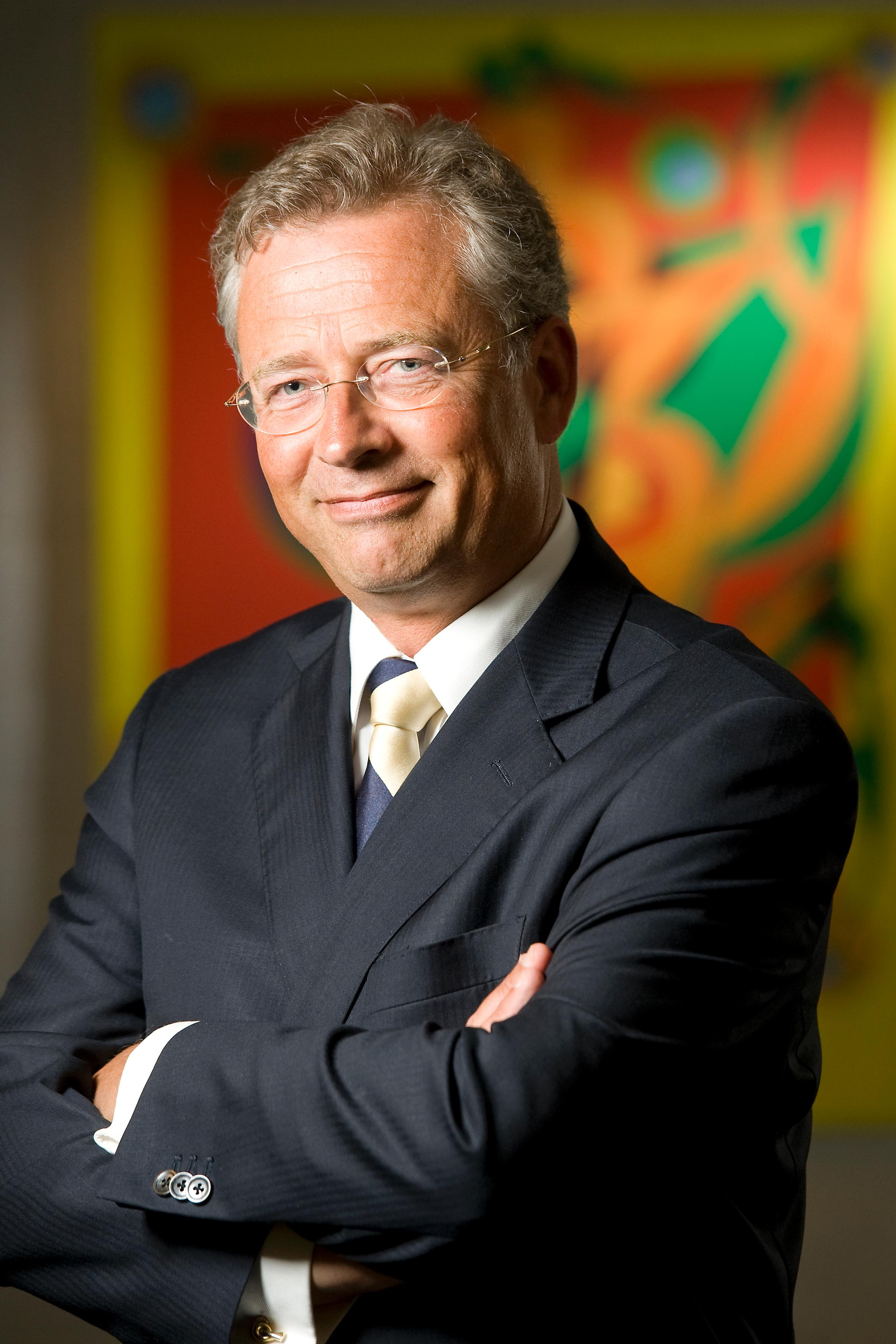
Paul de Krom

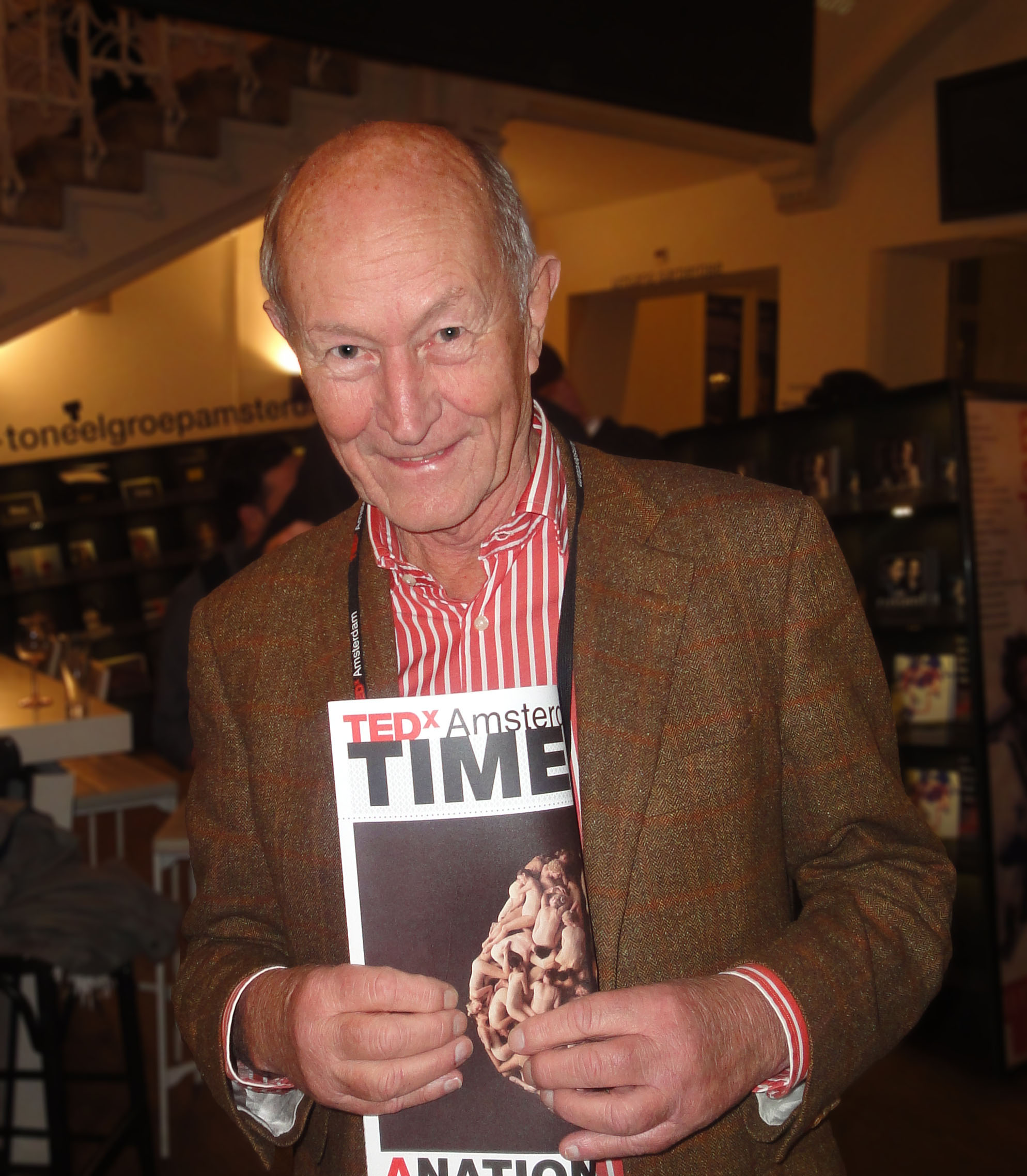
Peter van Lindonk

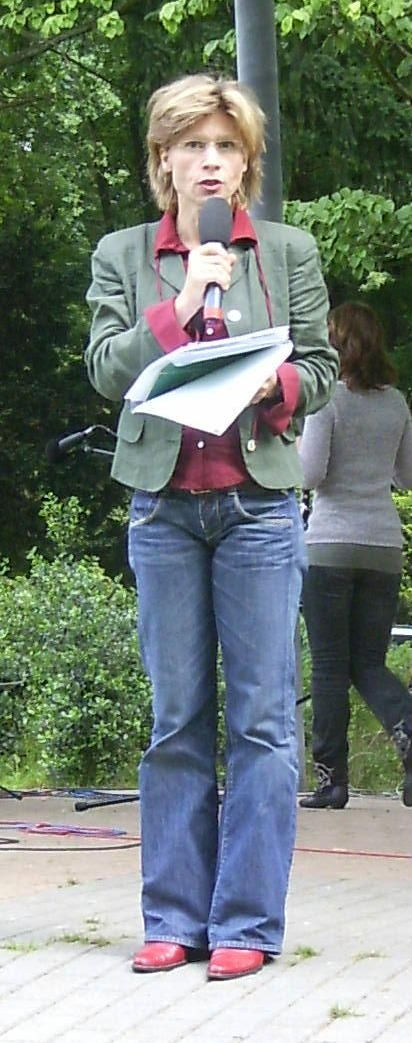
Hester Macrander

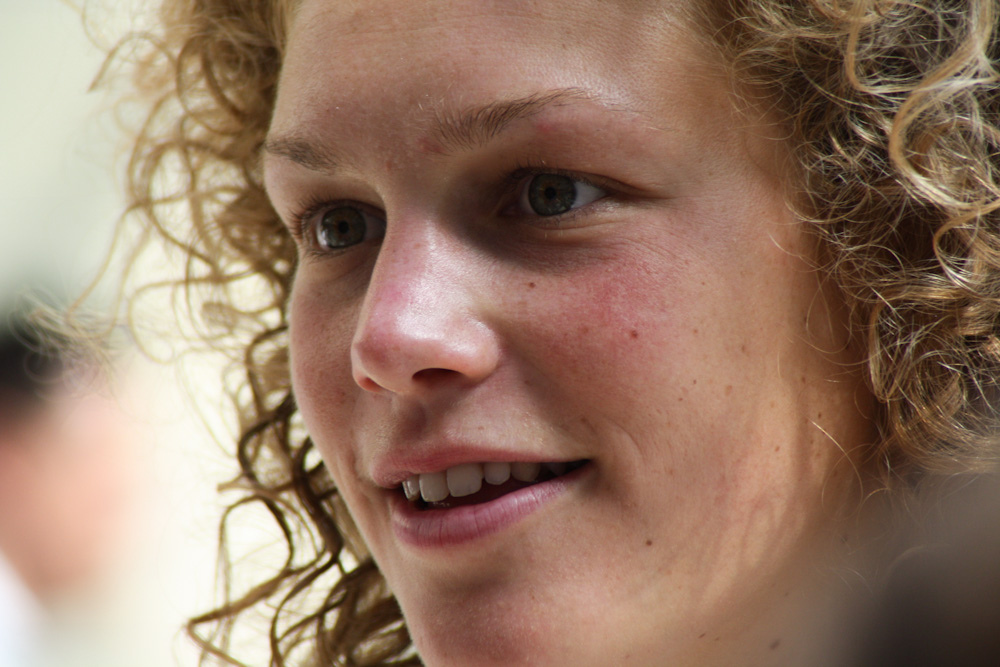
Mirte Roelvink

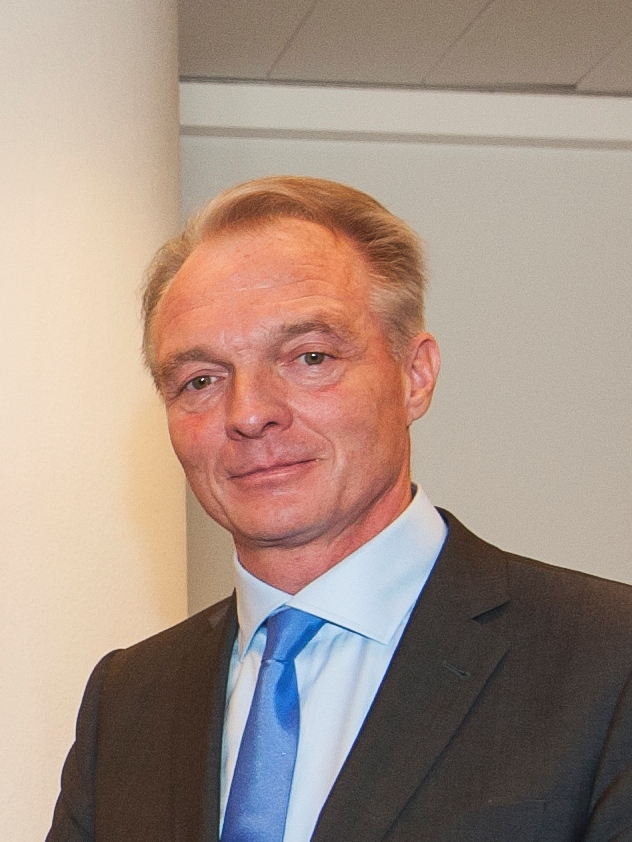
Marc Dullaert

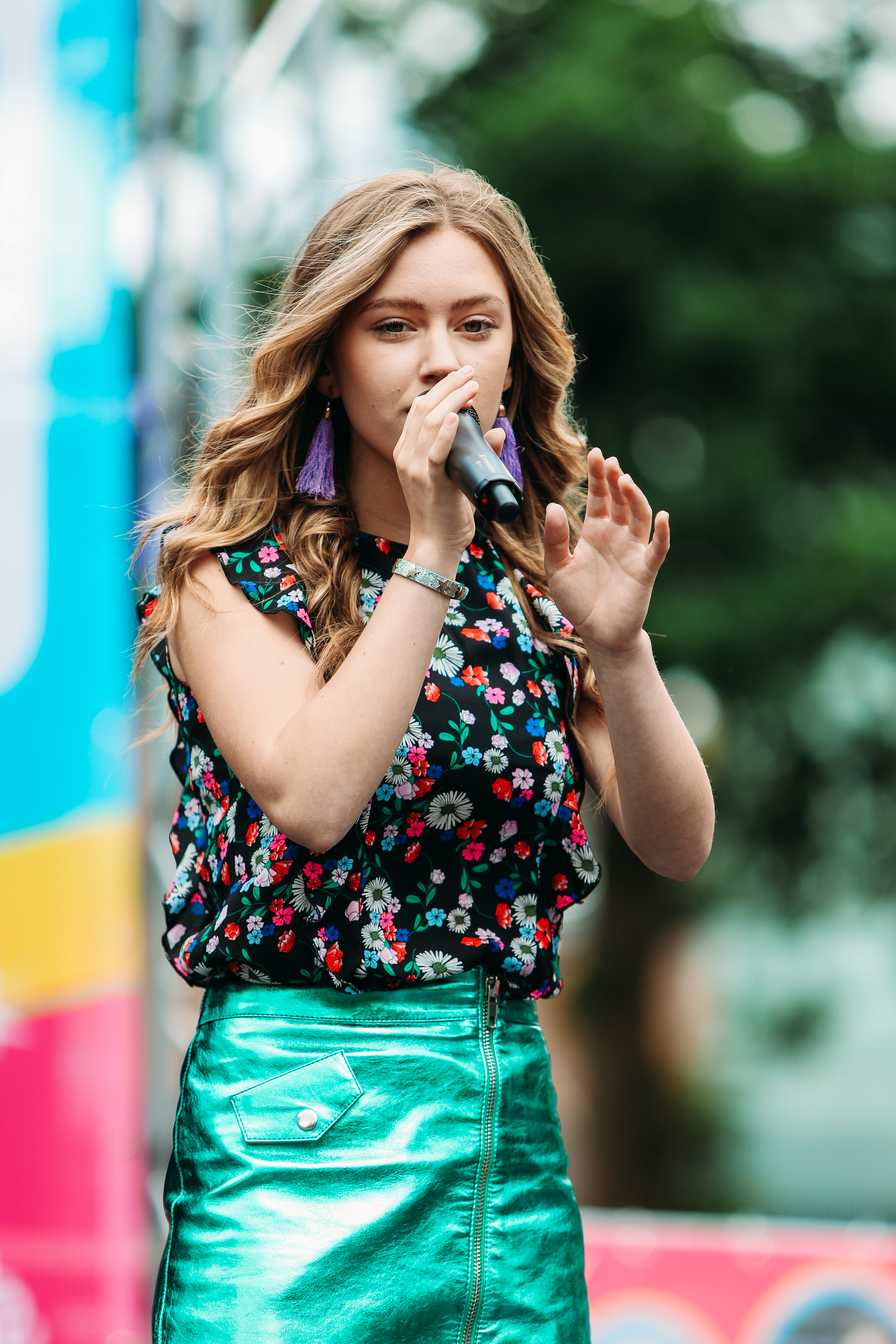
Sterre Koning in 2019

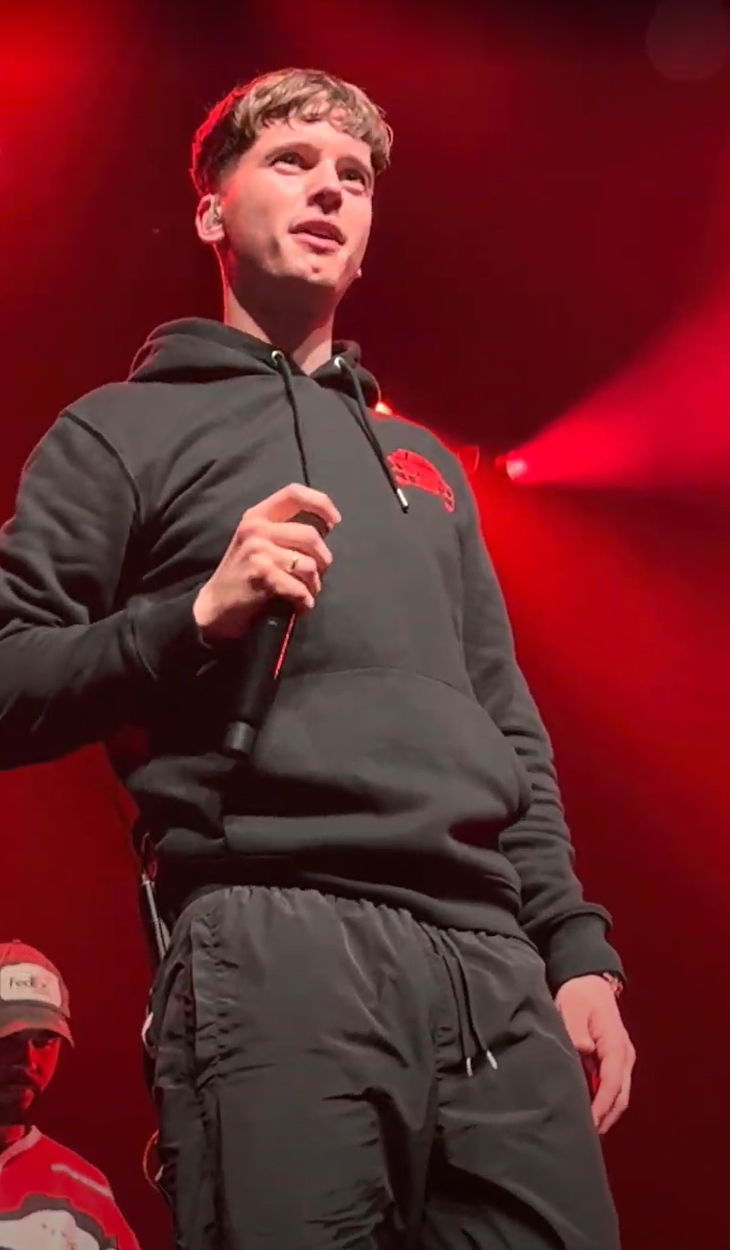
Rapper Pjotr.

- Johannes Brinckerinck (1359), stichtend figuur binnen de Moderne Devotie (overleden 1419)
- Gerard Zerbolt van Zutphen (1367), mysticus en schrijver binnen de Moderne Devotie (overleden te Windesheim bij Zwolle 1398)
- Samuel Pitiscus (1637), geschiedschrijver (overleden 1727)
- Arnold Joost van Keppel (1670), edelman en graaf van Albermarle (overleden 1718)
- Jacobus Odé (1698-1751), hoogleraar (overleden 1751 in Utrecht)
- Johan Lulofs (1711), wiskundige en waterbouwkundige (overleden 1768)
- Carel Gerard Hultman (1752), staatsman (overleden 1820 in Den Bosch)
- Johan Willem Simon van Haersolte (1764), politicus, burgemeester (overleden in Maastricht 1817)
- Nicolaas Lobry (1766), predikant (overleden 1818)
- Hendrik Alexander Ruysch (1767), jonkheer en viceadmiraal (overleden 1839)
- Willem Reinier op ten Noort (1771), advocaat en politicus (overleden 1824)
- Frederik Willem Floris Theodorus van Pallandt (1772), politicus en minister van staat (overleden te Den Haag 1853)
- John Andrew Stedman (1778), luitenant-generaal in het Nederlandse leger (overleden 1833)
- Hendrik Jacob Carel Johan van Heeckeren van Enghuizen (1785), heer, militair, politicus (overleden 1862)
- Barthold Henrik Lulofs (1787), schrijver en dichter (overleden 1849)
- Johannes Theodorus van Spengler (1790), politicus en minister (overleden 1856)
- Jacob van Heeckeren tot Enghuizen (1792), militair, baron en diplomaat (overleden 1884)
- Jan Hendrik Voet (1793), minister op het Departement van Oorlog in 1848-1849 (overleden 1852 te Rijswijk)
- Florent Sophius op ten Noort (1805-1862) (1805), jurist en politicus (overleden 1862 te Arnhem)
- Albartus Gerhardus Wijers (1816), advocaat en burgemeester (overleden 1877)
- Christiaan Marianus Henny (1817), politicus, een van de grondleggers van Nationale Nederlanden en de oprichter en directeur van de Spaarbank in Zutphen (overleden 1906)
- Petronella Lenting (1822), kinderboekenschrijfster (overleden 1900)
- Jacob Dam (1824), advocaat-procureur en politicus (overleden 1875)
- Hendrik Anthon van Rappard (1824), politicus (overleden 1877)
- François Hageman (1827), organist en pianist (overleden 1903)
- Maurice Hageman (1829), musicus (overleden 1906 in Nijmegen)
- Catharina van Rees (1831), componiste, schrijfster en feministe (overleden 1915)
- Isaäc Groneman (1832), medicus in Nederlands-Indië en Indonesiëkundige (overleden 1912)
- Willem Jan Holsboer (1834), oprichter van de Rhätische Bahn (RhB), grootste particuliere spoorwegonderneming van Zwitserland (overleden 1898)
- Karel van Gorkom (1835), auteur, apotheer, kinakenner (overleden 1910)
- Tammo Tammerus Kroon (1841), classicus (overleden 1878)
- Johan Julius Sigismund Sloet (1845), mecenas, notabele (overleden 1919 in Arnhem)
- Theodoor Rutgers van der Loeff (1846), burgemeester van Zuidlaren, De Wijk en Paterswolde (overleden 1917)
- Constant Maurits Ernst van Löben Sels (1846), politicus en militair (overleden 1923)
- Herman Hendrik Baanders (1849), architect o.a. Astoria-gebouw (overleden 1905)
- Herman van der Worp (1849), fotograaf en kunstschilder (overleden 1941 in Stad Delden)
- Theo Mann-Bouwmeester (1850), actrice (overleden 1939)
- Johan Wilhelm Wensink (1851-1922 overleden te Deventer), componist en organist
- Derck Engelberts (1852), politicus (overleden 1913 te Assen)
- Johan Christoffel Ramaer (1852), waterbouwkundige, Inspecteur-generaal bij Rijkswaterstaat, en non-fictie schrijver (overleden in Den Haag 1932)
- André van der Elst (1853), burgemeester (overleden 1913 te Heelsum)
- Arnoldus Lijsen (1855), componist (overleden 1934 in Den Haag)
- Adam Roelvink (1856), president van de Twentsche Bank (overleden 1927)
- Florent Sophius op ten Noort (1856), burgemeester (overleden 1927 te Ede)
- Betsy Kerlen (1859), feministe en onderwijsbestuurder (overleden 1932 in Den Haag)
- Willem Julius (1860), natuurkundige (overleden 1925)
- Willem Vaarzon Morel (1868), kunstschilder, illustrator, aquarellist, pastellist, graficus, tekenaar, etser, lithograaf en ontwerper van affiches en boekbanden (overleden 1955)
- Jan Brandts Buys (1868), Nederlands-Oostenrijks componist (overleden 1933)
- Margo Scharten-Antink (1869), schrijfster (overleden 1957)
- Louise Jama-van Raders (1871-1946), portretschilder
- Marius Adrianus Brandts Buys jr. (1874), musicus en dirigent (overleden 1944)
- Sikko Popta Haak (1876), historicus en pedagoog (overleden 1937)
- Mommie Schwarz (1876), kunstschilder en grafisch kunstenaar (overleden 1942)
- Lambertus Doedes (1878), zeiler en medaillewinnaar Olympische Spelen 1928 (overleden 1955)
- Gerrit Smit (1879), syndicalist en politicus (overleden 1934)
- Gijsbert Weijer Jan Bruins (1883), econoom, hoogleraar en rector magnificus (overleden 1948)
- Année Rinzes de Jong (1883), christensocialist en religieus-anarchist (overleden 1970 in Haarlem)
- Stephanie Vetter (1884), schrijfster, vrouw van Ernest Claes (overleden 1974)
- Catharina Alida Mispelblom Beijer (1884), kunstenares (overleden 1971)
- Hans Petersen (1885), biljarter (overleden 1960 in Den Haag)
- Willem Harmsen (1886), directeur-generaal van Rijkswaterstaat (overleden 1954)
- Carel Claudius de Jonge (1887), politicus (overleden 1963 te Zutphen)
- Gerardus Johannes Kerlen (1890), militair en politiefunctionaris (overleden 1943 in Utrecht)
- David van Voorst Evekink (1890), militair (overleden 1950 in Londen)
- François van Hoogstraten (1891-1979), burgemeester
- Hermanus Hendrikus Kiezebrink (1892), koster en conservator (overleden 1965)
- Henriette Polak (1893), humanistisch bestuurder, firmant en mecenas (overleden 1974)
- Phons Dusch (1895), dirigent, pianist en componist (overleden 1973)
- Hendrik Mulderije (1896), politicus en was in het kabinet-Drees I minister van Justitie (overleden 1970)
- Joop Westerweel (1899), verzetsstrijder (overleden 1944)
- Isaac Petrus Hooijkaas (1900), jurist (overleden 1971)
- Christina Elizabeth Pothast-Gimberg (1900), schrijfster van kinderboeken (overleden 1975 te Sneek)
- Jo Spier (1900), tekenaar/illustrator (overleden 1978)
- Frans Tromp (1901), verzetsstrijder (overleden 1942)
- Alexander Fiévez (1902), minister van oorlog en legerofficier (overleden 1949)
- Tetje Heeringa (1905), sociaal-geografe (overleden 1995)
- Henk Pröpper (1906), marineofficier (luitenant-admiraal) (overleden 1995)
- Charles Behrens (1907), boekbinder, journalist, graficus, schrijver (overleden 1965)
- Gerrit François Makkink (1907-2006), etholoog, hydroloog en landbouwkundige
- Eric Donald Maaldrink (1908-1978), burgemeester van Wierden
- Dolph van der Scheer (1909), langebaanschaatser (overleden 1966)
- Sally Noach (1909-1980), hielp Nederlanders in Lyon tijdens Vichy-regime
- Gerrit Willem Kastein (1910), arts en verzetsheld (overleden 1943)
- Robert van Gulik (1910), diplomaat en auteur (overleden 1967)
- Assien Bohmers (1912), archeoloog (overleden 1988)
- Jan Frederik Hartsuiker (1913), jurist (overleden 2003)
- Jan Rietveldt (1913), verzetsstrijder (overleden 2003)
- Lodewijk Hendrik Nicolaas Frederik Marie Bosch van Rosenthal (1914), verzetsstrijder en burgemeester (overleden 2004)
- Harmen Zondervan (1916), toneelspeler (overleden 1995)
- Hank de Jonge (1917), jonkheer en advocaat (overleden 2008)
- Tjienke Dagnelie (1918), graveur, illustrator, fotograaf en aquarellist (overleden 2001)
- Wybrand Schuitemaker (1918), politicus (overleden 1993)
- Dick Engelbracht (1920), imitator, (stem)acteur, radio-dj, cabaretier, toneelspeler en evenementenpresentator (overleden 1998 in Amsterdam)
- Berry Withuis (1920), schaker en schaakpromotor (overleden 2009)
- Jan Christiaan Lindeman (1921), botanicus (overleden 2007)
- Willem Wittkampf (1924), journalist, interviewer, auteur (overleden 1992)
- Ad Hazewinkel (1924), journalist en nieuwslezer (overleden 1994)
- Eduard Speyart van Woerden (1924), beeldhouwer, restaurateur en medailleur  (overleden 2014 in Doorn)
- Herman Kip (1925), boer en kunstschilder (overleden 2006)
- Jacoba Theodora van der Kun (1925), verzetsstrijder (overleden 2017)
- Ciny Peppelenbosch (1926), kinderboekenschrijfster
- Theo Hendriks (1928), politicus en stedenbouwkundige (overleden 2015)
- Willem Tromp Meesters (1928-2023), landgoedeigenaar Schellerberg in Zwolle
- Henk van der Goot (1931), politicus (overleden 2012)
- Peter van Lindonk (1936), uitgever, spreekstalmeester en creatief denker (overleden 2013)
- Willy Lohmann (1936), striptekenaar (overleden 2013)
- Mart Bax (1937), cultureel antropoloog, wetenschapsfraudeur
- Joop te Riele (1939), beeldhouwer
- Willem Frijhoff (1942-2024), historicus en auteur
- Noortje van Oostveen (1944), nieuwslezeres, presentatrice, eindredactrice
- Joop Holthausen (1945), journalist en auteur van boeken over Olympische Spelen en wielersport
- Henk Koenders (1946), voetballer
- Marlous Fluitsma (1946), actrice
- Peter Pex (1946), econoom
- Ingrid de Jong-van den Heuvel (1947), politica
- Hans Kemmink (1947), modeontwerper en fotograaf (overleden 2022)
- Carl Slotboom (1949), operazanger en toneelschrijver
- Jolande Withuis (1949), schrijfster, columniste en socioloog
- Jan Derks (1950), voetbaltrainer
- Henk Tennekes (1950-2020), toxicoloog
- Ad ten Bosch (1951), uitgever, boekhandelaar en schrijver
- Kees Luesink (1953-2014), burgemeester Doesburg
- Hein van Beem (1955), acteur en regisseur
- Jaap de Hullu (1958), jurist
- Frederik Christiaan Woudhuizen (1959-2021), historicus
- Jos Alberts (1960), (prof)wielrenner
- Hester Macrander (1960), cabaretière
- Boer Jos Sloot (1961), bekende boer uit Boer zoekt vrouw in 2009
- Frank du Mosch (1962), journalist en presentator
- Marc Dullaert (1963), de eerste Kinderombudsman van Nederland
- Paul de Krom (1963), politicus, Tweede Kamerlid
- Inge Diepman (1963), televisiepresentatrice
- Marjolein Macrander (1965), actrice
- Pieter Schriks (1965-2017), uitgever
- Hans Kelderman (1966), olympisch roeier
- Kees Pieters (1966), internationale korfbalscheidsrechter
- Paul Jansen (1967), journalist, hoofdredacteur De Telegraaf
- Ap Dijksterhuis (1968), organisatieadviseur en hoogleraar
- Gordon Groothedde (1968), gitarist en muziekproducent
- Hanz Mirck (1970), dichter
- Jeroen den Herder (1971), cellist en cellodocent
- Mitchell van der Gaag (1971), voetballer, voetbaltrainer
- Hendrik Jan Lovink (1973), muzikant en oprichter van Jovink en de Voederbietels
- Reinder Hendriks (1973), voetballer
- Bas Kosters (1977), modeontwerper
- Stefan Beumer (1981), atleet
- Maartje-Maria den Herder (1981), cellist
- Sadettin Kirmiziyüz (1982), acteur, theatermaker en schrijver
- Henri Schoeman (1983), judoka
- Mirte Roelvink (1985), voetbalster
- Mark Bloemendaal (1988), voetballer
- Johnatan Opoku (1990), voetballer
- Sanne Timmerman (1992), rolstoelbasketbalster
- Pjotr (1993), rapper en acteur
- Jesse Sprikkelman (1999), producent
- Michalis Spiridakis (2001), voetballer
- Marit Auée (2002), voetbalster
- Sterre Koning (2003), zangeres, influencer, actrice en model
- Robbin Weijenberg (2004), voetballer
- Anis Yadir (2004), voetballer

## Woonachtig (geweest)
- Johan Baptiste van Taxis, Spaans kolonel en gouverneur
- J.C. Bloem, dichter
- Lodewijk Hendrik Nicolaas Bosch van Rosenthal, bestuurder en verzetsman
- Hendrik Jan van Braambeek, vakbondsbestuurder en politicus
- Anneke Brassinga, dichteres, vertaler
- Annie Brouwer-Korf, politica en oud-burgemeester Zutphen, Amersfoort en Utrecht
- Bernardus Bueninck, kunstenaar
- Rico Bulthuis, schrijver, poppenspeler, illustrator
- Douwe Draaisma, hoogleraar en schrijver
- Marcel van Driel, schrijver
- Maïté Duval, beeldhouwster en tekenaar
- Harm Edens, presentator
- Jan Lambertus Faber, politicus en predikant
- Johannes Godefridus Frederiks, auteur
- Hans Gillhaus, voetballer
- David de Gorter, botanicus, medicus, hoogleraar
- Door de Graaf, Brits-Nederlands verzetsstrijdster en vertaalster
- Walraven van Hall, bankier en verzetsstrijder Bankier van het verzet
- Hubert van Hille, kunstschilder en lithograaf
- Nina Hoekman, damkampioen
- Lex Horn, kunstenaar
- Ali Ben Horsting, acteur
- Boudewijn van Houten, auteur
- Marie de Jonge, kunstschilderes, tekenares en tekenlerares
- Jan Jutte, kunstenaar, illustrator
- Mirjam Kloppenburg, tafeltenniskampioene
- Guus Kuijer, auteur
- Lambertus Eduard Lenting, politicus en advocaat
- Ton Luijten, publicist en Stadsdichter 2009-2010
- Jan Floris Martinet, natuurkundig historicus, schrijver, pedagoog, theoloog en predikant
- Anne Willem Carel van Nagell, burgemeester
- Wim Noordhoek, journalist, auteur en radiomaker
- Marleen de Pater-van der Meer, burgemeester, politica
- Suzanne Peters, auteur
- Ghislaine Pierie, actrice
- Hans Pruijm, beul
- Johannes Nicolaas Ramaer, geneesheer, psychiater
- Olga Rodenko, schrijfster, zus van Paul Rodenko
- Jan Jacob Roeters van Lennep, burgemeester
- Anna Catharina Snijder, scherprechter
- George Stam, organist, componist en publicist
- Magda Stomps, theoloog
- Annemieke Vermeulen, burgemeester en kunsthistorica
- Wiet Verschure, wethouder
- Cees Verspuij, burgemeester
- Jan de Vries (burgemeester), burgemeester
- Jan Waterink, predikant, psycholoog, pedagoog en hoogleraar
- Dorothea Arnoldine von Weiler, kunstenares
- Filemon Wesselink, verslaggever en presentator
- Hendricus Johannes Wennekers, ijkmeester-architect van kerken

## Overleden

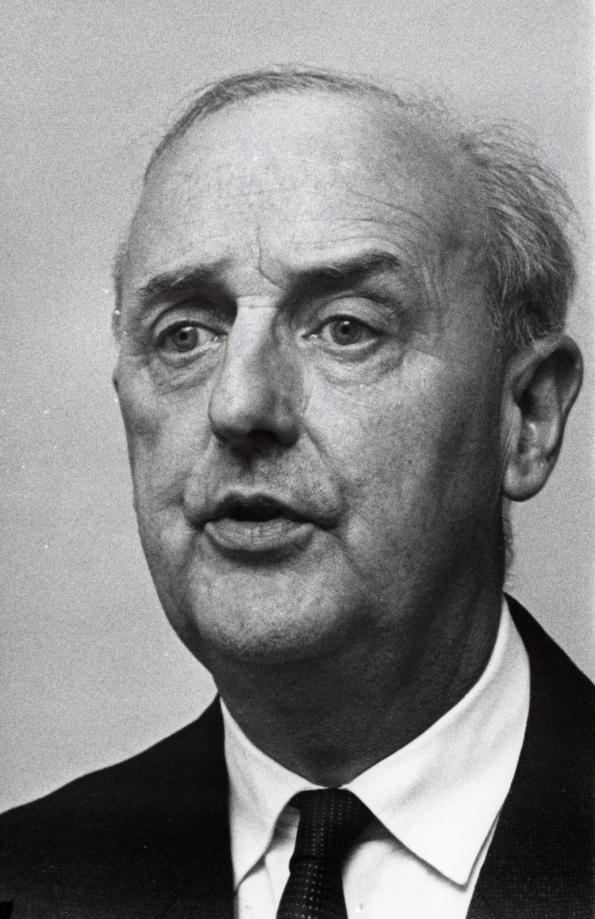
Wim Fockema Andreae

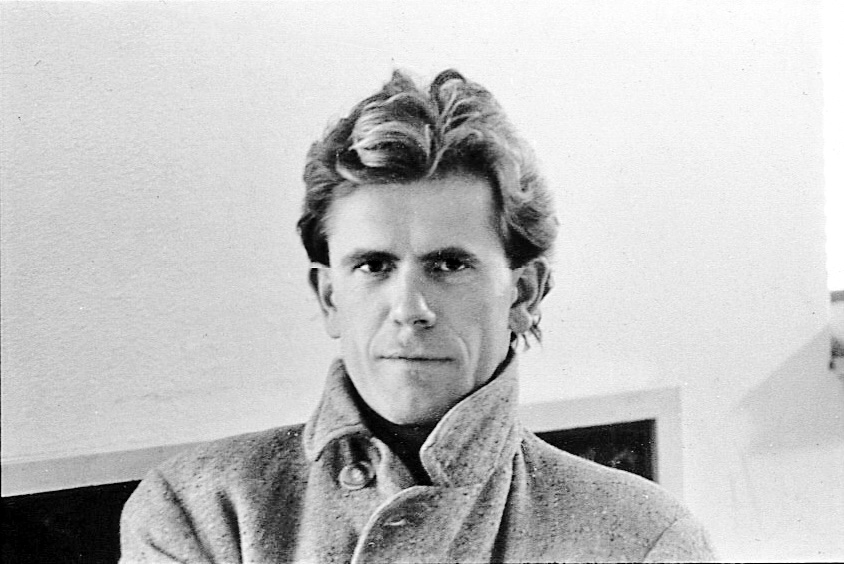
Radboud van Beekum

- Johan Goltstein (1544), krijgsheer en stadhouder
- Oswald II van den Bergh (1546), heer van Bergh en rijksgraaf van het Heilig Roomse Rijk
- Willem Baudartius (1640), theoloog
- Arnold Joost van Keppel (1718), Engels-Nederlandse edelman, graaf van Albermarle
- David de Gorter (1783), botanicus, medicus, hoogleraar aan de Universiteit van Harderwijk en lijfarts van tsarina Elisabeth van Rusland
- Anna Catharina Snijder (1803), scherprechter
- Jan Zemmelink (1829), onderwijzer
- Clement de Favauge (1858), generaal-majoor
- Jan Feltkamp (1864), pianist
- Johannes Gerardus Luijken Glashorst (1866), rechter en burgemeester
- Bernardus Semmelink (1866), auteur van studieboeken
- Jacobus Schoemaker Doyer (1867), kunstschilder
- Thomas Werndly (1868), dichter en schaker
- P.M. Tutein Nolthenius (1896), politicus
- Jan Koning (1905), burgemeester en rechter
- Hendrikus Albertus Diederik Coenen (1907), politicus
- Lumina van Medenbach Wakker (1910), eerste ongehuwde Nederlandse vrouw die als zendeling door een zendingsgenootschap werd uitgezonden
- Willem Jacques Adriaan Klunder van Gijen (1921), koopman en entomoloog
- Louis Gaspar Adrien van Hangest d' Yvoy (1927), burgemeester van Ruurlo en Rozendaal
- Izaäk Albertus Houck (1934), componist
- Pieter ten Cate (1937), kunstschilder en eerste luitenant bij de KNIL
- Marie de Jonge (1951), kunstschilderes, tekenares en tekenlerares
- Jan Wagenaar (1951), jeugdboekenschrijver
- Eduard Bloemen (1962), politicus
- David Wijnveldt (1962), Olympisch voetballer
- Jan Eildert Tuin (1965), burgemeester
- Wabien Mansholt-Andreae (1966), politica
- Paul Johan Marie Coenen (1970), politicus
- Louis Charles Kolff (1893-1970) (1970), politicus
- Paul Rodenko (overleden te Warnsveld) (1976), dichter, criticus, essayist en vertaler
- Wim Wama (1986), komiek
- Janneke van der Plaat (1990), politica
- Jacques de Jong (1991), politicus en ondernemer (Sorbo)
- Hugo Greebe (1992), politicus
- Wim Fockema Andreae (1996), advocaat, bankier, directeur en politicus
- Gerrit Jan Hoenderdaal (1998), predikant, theoloog en hoogleraar
- Thierry Rijkhart de Voogd (1999), Frans-Nederlandse schilder
- Hector Livius Sixma van Heemstra (2001), politicus
- Jan Jacob Roeters van Lennep (2008), burgemeester van Zutphen en Ruinen
- Rico Bulthuis (2009), schrijver, poppenspeler, illustrator
- Ferdi Elsas (2009), crimineel
- Kees den Engelse (2009), politicus
- Wiet Verschure (2009), ondernemer, wethouder van Zutphen, dijkgraaf
- Jan de Vries (burgemeester) (2012), burgemeester
- Nina Hoekman (2014), damkampioene
- Marleen de Pater-van der Meer (2015), burgemeester, politica en oud-Tweede Kamerlid
- Gert Wijmans (2015), beeldend kunstenaar
- Durk van der Mei (2018), politicus
- Gerrit Lang (2018), hoogleraar
- Maïté Duval (2019), beeldhouwster en tekenaar
- Radboud van Beekum (2020), meubelontwerper, architectuur-onderzoeker en schrijver
- Henk van der Wende (2022), politicus en burgemeester
- Luc Sala (2023), ondernemer en publicist
- Chris Schriks (1931-2024), uitgever en auteur
- Jaap Staal (1932-2024), schaker
- Cees Verspuij (1938-2024), burgemeester van Brummen